# Atari Jaguar CD
Atari Jaguar CD — периферийное устройство чтения компакт-дисков для игровой консоли Jaguar.

## Описание
Atari анонсировала привод CD-ROM для Jaguar перед запуском консоли в ноябре 1993 года. Привод был выпущен 21 сентября 1995 года по цене 149,95 долларов США (что эквивалентно примерно 290 долларам США в 2022 году). Первоначально его запуск планировался на сезон праздничных покупок 1994 года, но столкнулся с многочисленными задержками. Привод вставляется в слот для картриджа ПЗУ в верхней части консоли и имеет собственный сквозной слот для картриджа, позволяющий при необходимости запускать программное обеспечение, использующее только картридж или использующее картридж и компакт-диск в тандеме. На картридже Memory Track сохраняются игровые позиции и рекорды. Несколько публикаций раскритиковали дизайн компакт-диска Jaguar за сходство с туалетом.
Jaguar CD имеет двухскоростной (2×) режим и встроенное программное обеспечение VLM (Virtual Light Machine) от Джеффа Минтера, использующее анализатор спектра для сложного светового видеошоу для аудио компакт-дисков. Компакт-диски Jaguar могут хранить до 790 МБ, это больше, чем обычные компакт-диски. Собственный формат записи компакт-диска основан на формате аудио-CD, а не на стандартных форматах данных CD-ROM, что позволяет использовать больше места для хранения, а его несовместимость предотвращает компьютерное пиратство за счёт уменьшения коррекции ошибок. За время существования Jaguar CD было выпущено всего 11 игр, однако с тех пор были выпущены ранее незавершённые, homebrew и инди-игры.
В середине 1994 года Atari и Sigma Designs подписали соглашение о совместной разработке платы для ПК, которая позволит играть в игры Jaguar с компакт-дисков на домашних компьютерах, выпуск которого был запланирован на конец 1994 года. Однако таковая не была выпущена.